# ニコール・シャージンガー
ニコール・シャージンガー（Nicole Scherzinger、1978年6月29日 - ）は、アメリカ合衆国出身の女性シンガーソングライター、ダンサー、モデル、女優。ガール・グループ「プッシーキャット・ドールズ」のリードシンガーとして知られる。身長165cm。

## 略歴
ニコールはハワイ州ホノルルで生まれた。フィリピン人の父とロシア系ハワイ人の母を持ち、母ローズ・マリーはニコールを出生時は18歳でハワイの都心に住んでいた。ニコールがまだ赤ん坊のときに両親は別れた。6歳の時に母方の家族と共にケンタッキー州ルイビルに引っ越した。継父はドイツ系アメリカ人である。
ニコールはハワイで受けた厳しい宗教的な躾と共にアメリカに連れてこられたと『デーリーメール』のインタビューで明かしている。ニコールは最初にMeyzeek中学校に通った。多くの金銭を持っていなかった為、歌手になるために支援してくれた母親に謝意を表している。高校時代にパフォーマンスを開始し始めた。
オーディション番組『ポップスターズ』で最終選考まで勝ち残り、2000年に女性5人組ユニット「エデンズ・クラッシュ」でデビュー。また、この時期には女優デビューも果たしている。さらに2003年、ガール・グループ「プッシーキャット・ドールズ」を結成し、リードシンガーとして活躍した。
プッシーキャット・ドールズに加入する前はViolet UKでボーカリストの1人を務めており、2002年12月に東京国際フォーラムで開催された『YOSHIKIシンフォニックコンサート2002 with 東京シティ・フィルハーモニック管弦楽団 featuring VIOLET UK』で「I'll Be Your Love」の英語バージョンを歌った。同曲はワーナーミュージック・ジャパンより2005年3月29日発売の2005年日本国際博覧会「愛・地球博」公式コンピレーション・アルバム『Love The Earth』と、2005年9月25日発売の公式コンピレーション・アルバム『「愛・地球博」presents GLOBAL HARMONY』に収録されている。
2007年にソロデビュー。しかし、発売予定であったソロアルバムは、シングルの売上の低迷により、棚上げされた。
2011年にソロアルバム『Killer Love』をリリースしている。
プッシーキャット・ドールズは2010年をもって活動停止していたが、2019年11月に再始動を果たし本人も再び一員として参加している。

## ディスコグラフィ

### ソロアルバム
- 2011：Killer Love
- 2014：Big Fat Lie

### ソロシングル
- 2007：Whatever U Like (フィーチャリング T.I.)
- 2007：Baby Love (フィーチャリング ウィル・アイ・アム)
- 2007：Supervillian (フィーチャリング マッド・サイエンティスト)(デジタル配信のみ)
- 2007：Puakenikeni (フィーチャリング ブリック・アンド・レース)(デジタル配信のみ)
- 2008：Rio (Duran Duranのカバー)

### エデンズ・クラッシュ
アルバム
- 2001：Popstars

### プッシーキャット・ドールズ
アルバム
- 2005：PCD
- 2008：Doll Domination

## フィルモグラフィ

### 映画
- 2003：『ワタシにキメテ』Chasing Papi
- 2003：Love Don't Cost a Thing
- 2012：『メン・イン・ブラック3』Men in Black 3
- 2016：『モアナと伝説の海』Moana
- 2017：Dirty Dancing
- 2018：『シュガー・ラッシュ:オンライン』Ralph Breaks the Internet
- 2024：『モアナと伝説の海2』Moana 2